# Szatiłowo (obwód smoleński)
Szatiłowo (ros. Шатилово) – wieś (ros. деревня, trb. dieriewnia) w zachodniej Rosji, w osiedlu wiejskim Ponizowskoje rejonu rudniańskiego w obwodzie smoleńskim.

## Geografia
Miejscowość położona jest nad rzeką Suchaja Polennica, 5 km od granicy z Białorusią, 3,5 km od drogi regionalnej 66A-4 (Dubrowo / 66K-30 – Uzgorki – granica z Białorusią / Kałyszki), 2,5 km od drogi regionalnej 66K-30 (Diemidow – Ponizowje – Zaozierje), 9,5 km od centrum administracyjnego osiedla wiejskiego (sieło Ponizowje), 27,5 km od centrum administracyjnego rejonu (Rudnia), 78,5 km od Smoleńska.
W granicach miejscowości znajduje się ulica Centralnaja (7 posesje).

## Historia
W czasie II wojny światowej od lipca 1941 roku wieś była okupowana przez hitlerowców. Wyzwolenie nastąpiło w październiku 1943 roku.
1 października 1943 roku w pobliżu wsi ratując rannych zginęła 18-letnia instruktorka sanitarna Ksienia Siemionowna Konstantinowa, której pośmiertnie przyznano tytuł bohatera Związku Radzieckiego. Pochowana została we wsi Raspopy.
Uchwałą z dnia 20 grudnia 2018 roku w skład jednostki administracyjnej Ponizowskoje weszły wszystkie miejscowości zlikwidowanego osiedla wiejskiego Klarinowskoje (w tym Szatiłowo).

## Demografia
W 2010 r. miejscowość zamieszkiwało 29 osób.